# Humboldt-Gymnasium Eichwalde
Das Humboldt-Gymnasium ist ein Gymnasium in der Gemeinde Eichwalde im Land Brandenburg.
Ausgehend von den Namensgebern Alexander und Wilhelm von Humboldt hat die Schule ein gesellschafts- und naturwissenschaftliches Profil mit besonderem Schwerpunkt in der Begabungsförderung und bei der Gestaltung des Netzwerks Wirtschaft-Wissenschaft-Schule.
Die Schule veranstaltet jährlich einen Tag der Wissenschaft und Wirtschaft, an dem die Schüler verschiedene Berufe kennenlernen können. Sie hat einen offenen Ganztagsbetrieb in der Sekundarstufe I, ist Teilnehmer des Projekts Schule ohne Rassismus – Schule mit Courage und unterrichtet die Klassen 5 und 6 in Form der Leistungs- und Begabungsklassen. Als Fremdsprachen werden Englisch, Französisch und Latein gelehrt. Es existieren auch drei Schülerunternehmen.
Das viergeschossige, denkmalgeschützte Schulgebäude ist ein Komplex aus Klinkerverblendbauten aus drei unterschiedlichen Bauphasen. Der Kernbau wurde 1899 nach Plänen von Paul Egeling errichtet und 1909–1910 durch Georg Rönsch sowie 1927 durch Friedrich Brinkmann erweitert. Ein moderner Anbau wurde 2007 eingeweiht.
Die Schule nutzt die Sporthalle Eichwalde zusammen mit der Humboldt-Grundschule Eichwalde sowie das Eichenparkstadion Eichwalde.

## Bekannte ehemalige Schüler
- 1971–1981: Dirk Zingler (* 1964), seit 2004 Präsident des 1. FC Union Berlin[6]